# Sverigefinska flaggan
Sverigefinska flaggan (finska: Ruotsinsuomalaisten lippu) är den finsktalande minoriteten i Sveriges, sverigefinnarnas, flagga. Den ritades av Ali Jonasson 2007 och togs fram av Sverigefinska flaggans vänner. Efter en tävling röstades den fram av Sverigefinländarnas delegation, på deras årsmöte 30 mars 2014, som den Sverigefinska gruppens officiella symbol.
Flaggans proportioner är samma som för Ålands flagga. Flaggan innehåller både den finska och den svenska flaggans färger.

## Flaggdagar
- Den 24 februari, som är Carl Axel Gottlunds födelsedag och tillika Sverigefinnarnas officiella dag.